# Кордель (Айфель)
Кордель (нем. Kordel) — община в Германии, в земле Рейнланд-Пфальц.
Входит в состав района Трир-Саарбург. Подчиняется управлению Трир-Ланд. Население составляет 2100 человек (на 31 декабря 2010 года). Занимает площадь 16,60 км².
Город подразделяется на 3 городских района.